# 科尔马-里博维莱区
科尔马-里博维莱区（法語：Arrondissement de Colmar-Ribeauvillé）是法国大東部大區上莱茵省的一个区，在2015年的区改革中由前科尔马区和里博维莱区合并而成。2017年1月，坦恩-盖布维莱尔区的7个市镇划入该区，现辖有98个市镇 。